# Margaritaville at Sea Islander
O Margaritaville at Sea Islander é um navio de cruzeiro pertencente à Margaritaville at Sea.

## Construção
O navio foi construído em 2000 na Finlândia, pelo estaleiro "Kværner Masa Yard" da cidade de Helsingfors.
O navio utiliza em sua decoração temas dos filmes do cineasta italiano Federico Fellini. Uma de suas atrações é uma cópia fiel do Caffè Florian da cidade de Veneza.

## Navios da mesma classe
- Costa Mediterranea
- Carnival Legend
- Carnival Pride
- Carnival Spirit
- Carnival Miracle